# Lukas Dundic
Lukas Dundic, né le 26 juin 2002, est un coureur cycliste argentin.

## Palmarès sur route

### Par année
- 2019
  -  Champion d'Argentine du contre-la-montre juniors
- 2021
  - 3e du championnat d'Argentine du contre-la-montre espoirs
- 2022
  -  Champion d'Argentine sur route espoirs
  - Vuelta del Este :
    - Classement général
    - 1re et 2e (contre-la-montre) étapes

  - 3e du championnat d'Argentine du contre-la-montre espoirs

## Palmarès sur piste

### Championnats panaméricains
- Lima 2021
  -  Médaillé de bronze de la poursuite par équipes

### Championnats nationaux
- 2021[1]
  - 2e du championnat d'Argentine de poursuite par équipes
  - 3e du championnat d'Argentine de poursuite
  - 3e du championnat d'Argentine de l'américaine